# 阿尔瑟格伦德

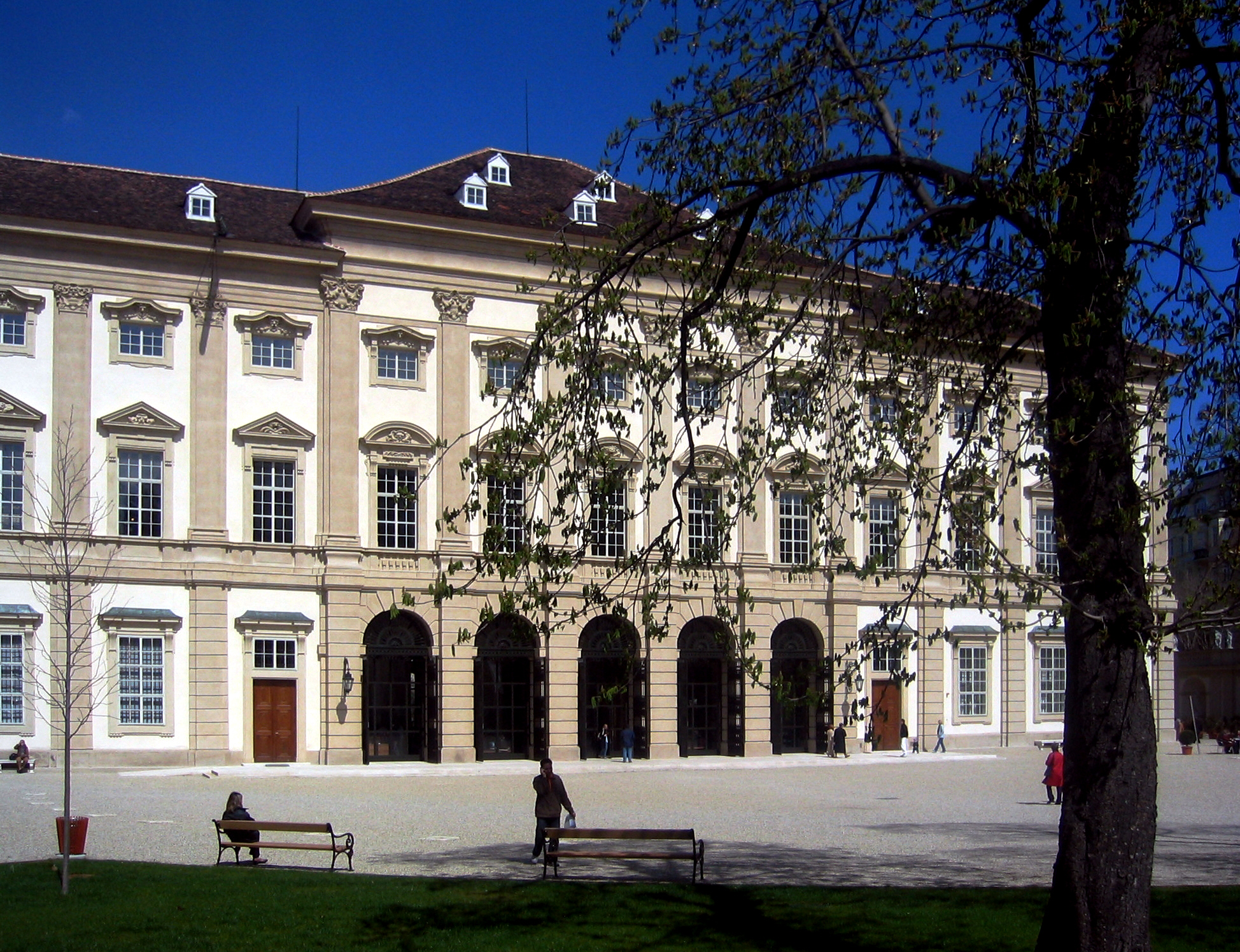
列支敦士登宫

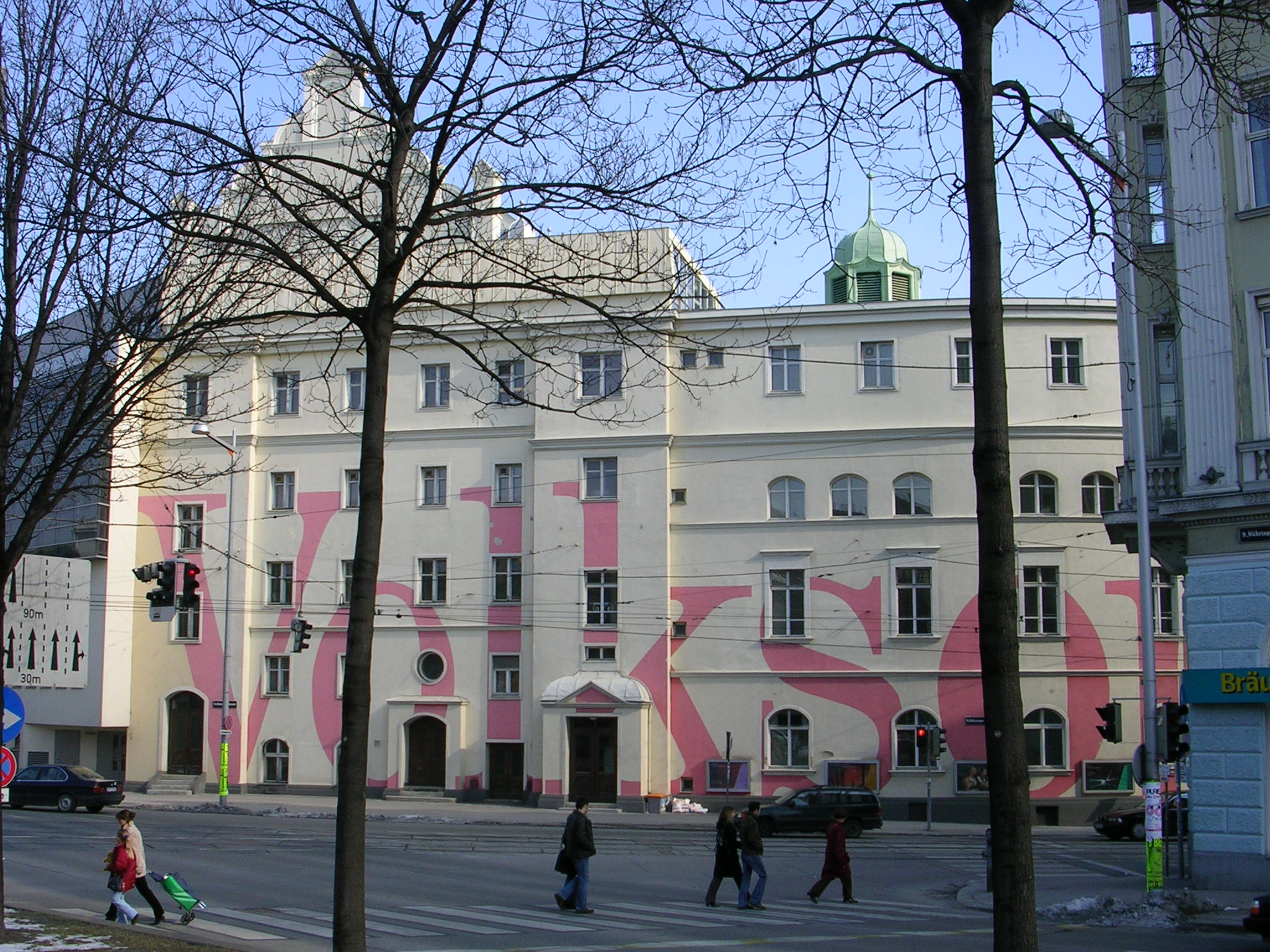
维也纳人民剧院

阿尔瑟格伦德（Alsergrund）是奥地利维也纳的第九区，1862年成立，位于维也纳的中部，南侧为内城区（Innere Stadt）和约瑟夫城（Josefstadt），西侧为Währing区和Hernals区，北侧为德布林区（Döbling），东侧隔多瑙运河与Brigittenau和利奥波德城相望。面积2.99平方公里，南北长2,35 km，东西长2 km。该区人口稠密，根据2001年人口统计，该区有37,816名居民。
维也纳大学的许多院系位于阿尔瑟格伦德区。该区还有许多大型医院，其中包括维也纳最大的医院：总医院（Allgemeines Krankenhaus）。
弗洛伊德从1891年到1938年流亡 英国之前一直居住在该区的Berggasse19号，目前开辟为维也纳弗洛伊德博物馆。